# Министерство транспорта и связи Литвы
Министерство транспорта и связи Литвы координирует работу автомобильного, железнодорожного, воздушного, водного транспорта, сектора почтовых и электронных коммуникаций и реализует стратегии и политику государственного управления.

## Учреждения при Министерстве транспорта и связи
- Государственная инспекция автомобильного транспорта
- Государственная железнодорожная инспекция
- Администрация автомобильных дорог Литвы
- Управление пограничной инфраструктуры
- Комитет развития информационного общества

### Учреждения и предприятия под контролем Министерства
- Вильнюсский международный аэропорт
- Каунасский аэропорт
- Международный аэропорт Паланги
- Дирекция внутренних водных путей
- Клайпедский государственный морской порт

- Научно-исследовательский институт транспорта и дорог
- Государственный офис по внутренним водным путям
- Транспортное инвестиционное управление
- Администрация гражданской авиации
- Литовская администрация безопасности на море
- АО "Литовские железные дороги"
- ОАО "Geležinkelio apsaugos zeldiniai"
- ОАО "Detonas"
- Литовский радио- и телевизионный центр
- АО "Литовское пароходство"
- АО "Почта Литвы"